# 费尔兴
费尔兴（德語：Verchen，德語發音：[fɛʁçən]）是德国梅克伦堡-前波美拉尼亚州的市镇，隶属于梅克伦堡湖区县。总面积为11.75平方千米，截至2023年12月31日总人口为389人。